# Воинская медаль (Великобритания)
Воинская медаль (англ. Military Medal) — награда Великобритании для награждения нижних чинов британской армии и армий стран Содружества за храбрость на поле боя.

## История
В ходе Первой мировой войны возник вопрос о вознаграждении нижних чинов британской армии за проявленную отвагу на поле боя, поскольку существовавший с аналогичным статусом Воинский крест предназначался только для офицеров. 
25 марта 1916 года была учреждена Воинская медаль. Первыми награждёнными стали унтер-офицеры и солдаты за подвиги, совершённые в 1914 году. В июне 1916 года право награждения этой медалью было распространено на женщин. Позднее награждение медалью распространено на нижних чинов Королевских ВВС и ВМС, участвовавших в сухопутных операциях, и на нижних чинов армий стран Содружества.
В ходе Первой мировой войны было произведено около 120 000 награждений, в ходе Второй мировой войны около 16 000 награждений.
В 1993 году медаль была упразднена, поскольку награждение Воинским крестом было распространено на всех чинов армии.
Награждённые Воинской медалью имеют право использовать после своего имени буквы «MM».

## Описание медали
Медаль серебряная в форме круглого диска диаметром 36 мм. На лицевой стороне помещается портрет с легендой правящего монарха Великобритании на момент награждения. На оборотной стороне помещается вензель правящего монарха и ниже надпись в четыре строки («За храбрость на поле боя»): 

FOR
BRAVERY
IN THE
FIELD

Надписи окружены лавровым венком, перевязанным лентой. На гурте медали гравируется имя и подразделение награждённого и номер медали.
Лента тёмно-синяя с тремя белыми и двумя красными полосками по центру. В случае повторных награждений на ленту медали крепятся прямоугольные серебряные планки. Для повседневного ношения на мундирах, предусмотрена планка из ленты медали. Повторные награждения отмечаются серебряными розочками.
| Воинская медаль | Воинская медаль с планкой |